# Opération Boomerang
Théâtre d'Asie du Sud-Est de la guerre du Pacifique
Batailles
- Opération Cockpit
- Opération Transom
- Opération Matterhorn (Pelembang - Kuala Lumpur)
- Bombardements de Bangkok (1942-45)
- Bombardements de Singapour (1944-45)
- Opération Crimson
- Opération Banquet (Padang)
- Opération Light
- Opération Millet
- Opération Outflank (Robson - Lentil - Meridian)
- Opération Sunfish
- Opération Bishop
- Opération Balsam
- Opération Collie
- Opération Livery

L' opération Boomerang était un raid aérien partiellement réussi par le XX Bomber Command de l'United States Army Air Forces (USAAF) contre les installations de raffinage de pétrole dans les Indes orientales néerlandaises occupées par le Japon pendant la Seconde Guerre mondiale. L'attaque a eu lieu dans la nuit du 10 au 11 août 1944 et impliquait des tentatives de bombarder une raffinerie de pétrole à Palembang et de poser des mines pour interdire la rivière Musi.

## Raid
Le raid faisait partie d'une série d'attaques contre des villes occupées par le Japon en Asie du Sud-Est que le XX Bomber Command a mené en complément de sa mission principale de bombarder le Japon. Le commandement a attaqué la ville japonaise de Nagasaki la même nuit que l'Opération Boomerang.
Cinquante-quatre bombardiers lourds Boeing B-29 Superfortress ont été envoyés depuis un aérodrome de Ceylan britannique le 10 août, dont 39 ont atteint la région de Palembang. Les tentatives de bombardement de la raffinerie de pétrole de Pladjoe ont été en grande partie infructueuses, un seul bâtiment ayant été confirmé détruit. Huit autres bombardiers ont largué des mines dans la rivière reliant Palembang à la mer ont coulé trois navires et en ont endommagé quatre autres.
Les forces aériennes et navales britanniques ont fourni un soutien de recherche et de sauvetage aux bombardiers américains. Les navires de la Royal Navy impliqués comprenaient le croiseur léger HMS Ceylon, le destroyer HMS Redoubt et les sous-marins Terrapin et Trenchant. Les sous-marins servirent également de balises de navigation.
Les canons antiaériens et les avions de combat japonais affectés à la défense de Palembang n'ont réussi à détruire aucun des bombardiers américains, mais un B-29 a abandonné quand il a manqué de carburant. Ce fut le seul raid de l'USAAF sur les installations pétrolières stratégiquement importantes de Palembang, mais elles ont été attaquées par des avions opérant à partir de porte-avions britanniques en janvier 1945.